# Yoav Gallant
Yoav Gallant (tiếng Hebrew: יואב גלנט‎; sinh ngày 8 tháng 11 năm 1958) là chính khách người Israel. Trước đây, ông đã từng giữ chức vụ bộ trưởng xây dựng, bộ trưởng Bộ giáo dục. Hiện tại, ông đang giữ chức vụ làm bộ trưởng bộ Quốc phòng Israel kể từ năm 2022.